# Ferdinand Omanyala
Ferdinand Omanyala Omurwa (né le 2 janvier 1996 à Vihiga) est un athlète kényan, spécialiste du 100 mètres. Il détient le record d'Afrique de la distance depuis 2021 en 9 s 77.

## Biographie
Né dans le comté de Vihiga près de la frontière ougandaise, Ferdinand Omanyala est étudiant en chimie à l'université de Nairobi. Ailier de rugby à sept, il se fait remarquer pour sa vitesse et rate de peu une sélection en équipe nationale des moins de 20 ans.
Omanyala commence l'athlétisme en 2016 et est suspendu dès l'année suivante pour une durée de 14 mois pour dopage après avoir été contrôlé positif à la bétaméthasone, un corticoïde,. Le sprinteur déclare avoir utilisé le produit comme un anti-douleur pour soigner une blessure au dos sans avoir connaissance que la substance est interdite.
Lors du 100 m des Jeux olympiques de 2020 , il égale son propre record du Kenya dès les séries en 10 s 01, puis récidive lors des demi-finales en réalisant le temps 10 s 0. Cependant, il n'accède pas à la finale.
Lors du meeting d'Andorf en Autriche le 14 août 2021, Omanyala améliore à deux reprises son record personnel en séries (9 s 96) et en finale (9 s 86), descendant ainsi pour la première fois de sa carrière sous les 10 secondes et établissant un nouveau record national. Un mois plus tard au meeting de Nairobi, il se classe deuxième du 100 m derrière l'Américain Trayvon Bromell en 9 s 77, record personnel explosé et nouveau record d'Afrique. Surtout, il devient le huitième performeur de tous les temps sur cette distance alors que son meilleur chrono jusqu'en 2020 était de 10 s 32. 
Le 7 mai 2022 lors de la Kip Keino Classic, à Nairobi en altitude, il établit le temps de 9 s 85 (+2,0 m/s).
Il remporte le titre aux championnats d'Afrique de Saint-Pierre en 9 s 93 (+4,5 m/s), trois millièmes de seconde devant le Sud-Africain Akani Simbine. Il remporte son deuxième titre le lendemain sur le relais 4 × 100 mètres, avec un record national en 39 s 28.
En juillet 2022, Ferdinand Omanyala obtient in extremis son visa pour les championnats du monde d'athlétisme 2022. À Eugene, dans l'épreuve du 100 mètres, il échoue en demi-finale en ne terminant que 5e de sa série en 10 s 14. Porte-drapeau du Kenya à la cérémonie d'ouverture des Jeux du Commonwealth de 2022, il remporte le 3 août 2022 la médaille d'or du 100 m dans le temps de 10 s 02, devançant Akani Simbine et Yupun Abeykoon. Il succède à son compatriote Seraphino Antao, dernier vainqueur kényan d'un sprint court (sur 100 yards) lors des Jeux du Commonwealth, en 1962.
Il est sacré champion du Kenya du 100 mètres en juillet 2023 à Nairobi.
Il est nommé porte-drapeau de la délégation du Kenya aux Jeux olympiques d'été de 2024 à Paris aux côtés de la joueuse de volley-ball Triza Atuka.

## Palmarès
| Date | Compétition                    | Lieu             | Résultat | Épreuve   | Temps   |
| ---- | ------------------------------ | ---------------- | -------- | --------- | ------- |
| 2022 | Championnats d'Afrique         | Saint-Pierre     | 1er      | 100 m     | 9 s 93  |
| 2022 | Championnats d'Afrique         | Saint-Pierre     | 1er      | 4 × 100 m | 39 s 28 |
| 2022 | Jeux du Commonwealth           | Birmingham       | 1er      | 100 m     | 10 s 02 |
| 2023 | Championnats du monde          | Budapest         | 7e       | 100 m     | 10 s 07 |
| 2023 | Ligue de diamant               | Ligue de diamant | 3e       | 100 m     | 9 s 85  |
| 2024 | Championnats du monde en salle | Glasgow          | 4e       | 60 m      | 6 s 56  |

## Records
| Épreuve      | Temps        | Vent         | Lieu         | Date              |
| En plein air | En plein air | En plein air | En plein air | En plein air      |
| ------------ | ------------ | ------------ | ------------ | ----------------- |
| 100 m        | 9 s 77 (AR)  | + 1,2        | Nairobi      | 18 septembre 2021 |
| 200 m        | 20 s 33      | + 0,1        | Nairobi      | 27 avril 2022     |
| En salle     |              |              |              |                   |
| 60 m         | 6 s 54 (NR)  | -            | Liévin       | 15 février 2023   |